# Trioceros laterispinis
Trioceros laterispinis е вид влечуго от семейство Хамелеонови (Chamaeleonidae). Видът е световно застрашен, със статут Уязвим.

## Разпространение
Разпространен е в Танзания.